# Grand Prix de Wallonie 1984
La 25e édition du Grand Prix de Wallonie a eu lieu le 31 mai 1984. Elle a été remportée par le Belge Frank Hoste.

## Classement final
Frank Hoste remporte la course en parcourant les 237 kilomètres en 6 h 1 à la vitesse moyenne de 39,390 km/h.
| Classement final, | Classement final,          | Classement final, | Classement final,                    | Classement final, |
|                   | Coureur                    | Pays              | Équipe                               | Temps             |
| ----------------- | -------------------------- | ----------------- | ------------------------------------ | ----------------- |
| 1er               | Frank Hoste                | Belgique          | Europ Decor-Boule d'Or-Eddy Merckx   | en 6 h 1 min 0 s  |
| 2e                | Claude Criquielion         | Belgique          | Splendor-Mondial-Marc                |                   |
| 3e                | Paul Sherwen               | Grande-Bretagne   | La Redoute                           | + 15 s            |
| 4e                | Willy Teirlinck            | Belgique          | Eurosoap-Crack-De Bilde-Libertas     |                   |
| 5e                | Ludo Peeters               | Belgique          | Kwantum-Decosol-Yoko                 |                   |
| 6e                | Jean-Philippe Vandenbrande | Belgique          | Splendor-Mondial-Marc                |                   |
| 7e                | Jos Jacobs                 | Belgique          | Dries-Verandalux-Gios                |                   |
| 8e                | Yves Godimus               | Belgique          | Fangio-Tonissteiner-O.m.trucks-Mavic |                   |
| 9e                | Henri Toon Manders         | Pays-Bas          | Kwantum-Decosol-Yoko                 |                   |
| 10e               | Ad Wijnands                | Pays-Bas          | Kwantum-Decosol-Yoko                 |                   |
| modifier          |                            |                   |                                      |                   |